# Kenneth Høie
Kenneth Høie, född 11 september 1979 i Haugesund, är en norsk före detta fotbollsmålvakt. Han spelade under sin karriär för SK Haugar, FK Haugesund, Sogndal, Bryne FK, IK Start, FK Bodø/Glimt, IF Elfsborg och Djurgårdens IF. 
Høie debuterade för Elfsborg i en match mot Djurgårdens IF den 31 mars 2012, som slutade 2-1 till Elfsborg. Efter de 12 allsvenska omgångarna 2012 inför EM-uppehållet hade Høie spelat 11 av matcherna och hade den högsta räddningsprocenten av alla allsvenska målvakter som matchats mer än någon enstaka match. Men Elfsborg valde att inte förlänga med målvakten och i slutet av maj 2012 påstods det i media att Høie skall vara nära en övergång till Djurgårdens IF. Den 25 juni 2012 presenterades Høie som ny målvakt för Djurgårdens IF. Kontraktet sträckte sig över 2,5 år.
Efter säsongen 2016 avslutade Høie sin fotbollskarriär.